# Xertigny
Xertigny is een gemeente in het Franse departement Vosges in de regio Grand Est en telt 2822 inwoners (2004).

## Geschiedenis
De gemeente was de hoofdplaats van het gelijknamige kanton tot dat werd samengevoegd met de kantons Bains-les-Bains en Plombières-les-Bains tot het huidige kanton Le Val-d'Ajol. Alle gemeenten in de genoemde kantons maken deel uit van het arrondissement Épinal.

## Geografie
De oppervlakte van Xertigny bedraagt 50,4 km², de bevolkingsdichtheid is 56,0 inwoners per km².

## Verkeer en vervoer
In de gemeente ligt spoorwegstation Xertigny.
De onderstaande kaart toont de ligging van Xertigny met de belangrijkste infrastructuur en aangrenzende gemeenten.

## Demografie
Onderstaande figuur toont het verloop van het inwonertal (bron: INSEE-tellingen).